# Pietro da Cortona

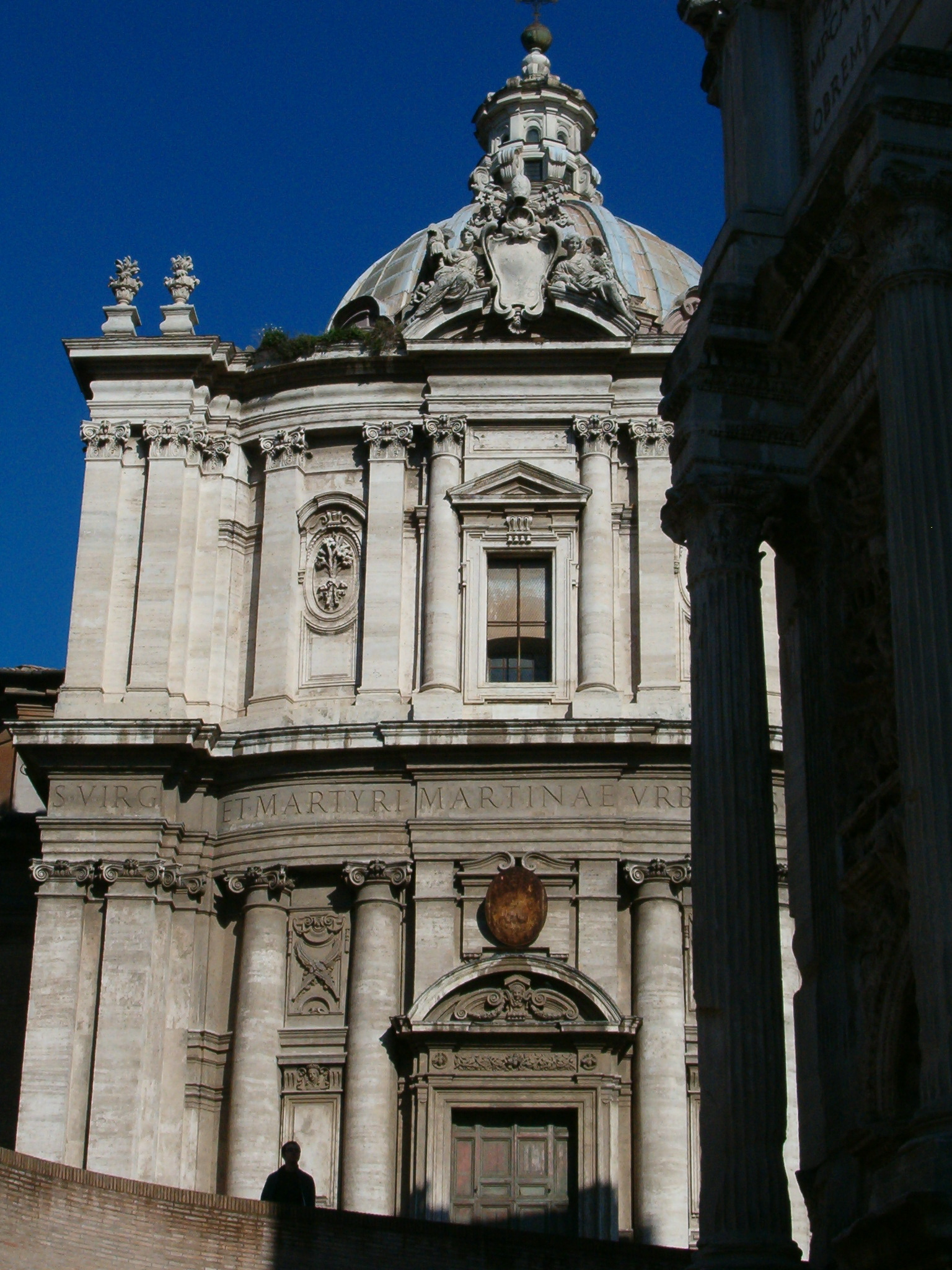
Fasada kościoła Santi Luca e Martina w Rzymie

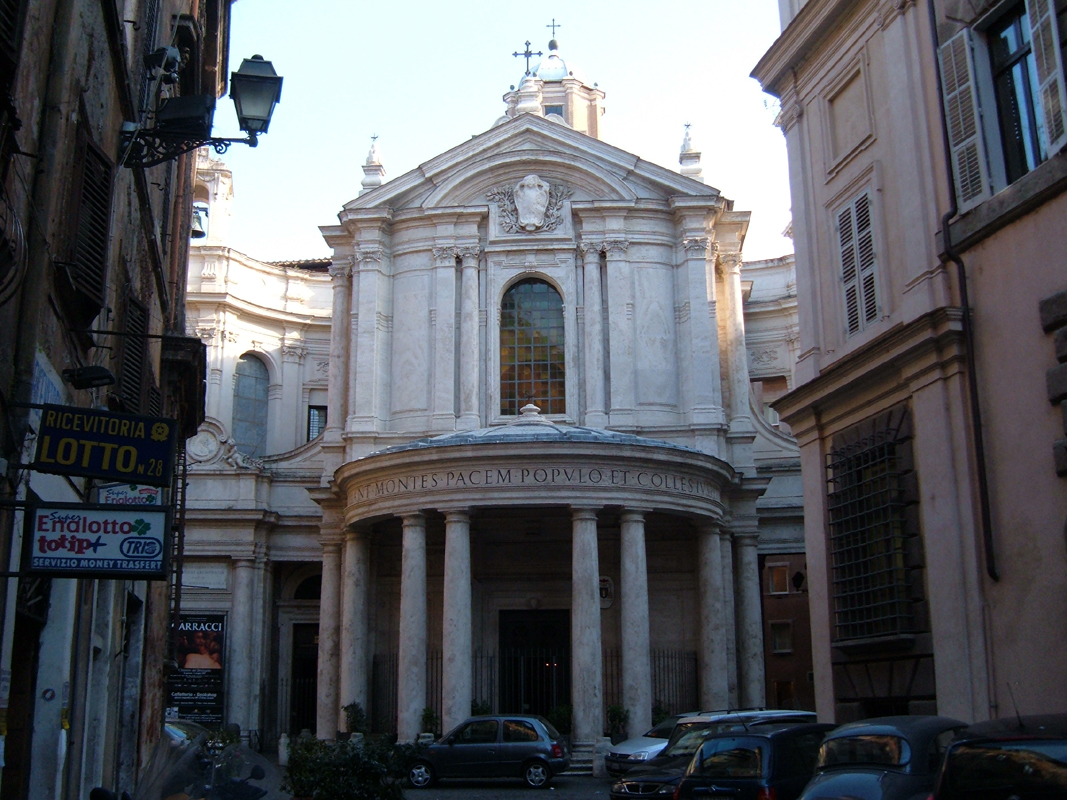
Fasada kościoła Matki Bożej Królowej Pokoju w Rzymie

Pietro da Cortona, właściwie Pietro Berrettini (ur. 1 listopada 1596 w Cortonie, zm. 16 maja 1669 w Rzymie) – włoski malarz i architekt barokowy. 

## Życiorys
W latach 1634–1638 przebywał w Rzymie, gdzie był przewodniczącym Akademii św. Łukasza. Malował m.in. freski w kościele Santa Bibiana (1624–1626), w pałacu Barberinich (1633–1639) i Pamphilich (1651–1654), a także w pałacu Pittich we Florencji. W 1652 roku opublikował swój „Traktat o malarstwie”.

## Wybrane dzieła
- Porwanie Sabinek – 1629, olej na płótnie, 280 × 426 cm, Pinakoteca Capitolina, Rzym
- Ukamienowanie św. Szczepana – 1660
- Trojanie wychodzą na brzeg u ujścia Tybru – 1655, fresk, Galleria Pamphili, Palazzo Pamphili, Rzym